# (10038) Tanaro
(10038) Tanaro ist ein Asteroid des Hauptgürtels, der am 28. April 1984 vom italienischen Astronomen Vincenzo Zappalà am La-Silla-Observatorium der Europäischen Südsternwartes (IAU-Code 809) in Chile entdeckt wurde.
Der Asteroid wurde nach dem Tanaro benannt, dem längsten Fluss im Piemont, der nach 276 km unterhalb von Bassignana rechts in den Po mündet.